# 君津市立君津中学校
君津市立君津中学校（きみつしりつ きみつちゅうがっこう）は、千葉県君津市杢師にある公立中学校。

## 概要
君津市の市街地に位置する学校であり、全校生徒数は500人以上。全15学級である。通称は君中（くんちゅうと呼ぶ。これは死語に近い）、君津中（きみつちゅう）または君中（きみちゅう）。君中（きみちゅう）呼びが多くなっている。主な特徴として、出席番号は氏名の50音順、登下校時以外はジャージまたは体操服で生活する、雨の日はジャージまたは体操服のまま下校して良い（ジャージ下校可の略でジャーゲと呼ばれる）、プールが壊れており水泳の授業がない、下校時刻を知らせる音楽に『彼方の光』が用いられる、などがある。
著名な卒業生として千葉真一がいる。

## 沿革

### 経緯
かつての農水産業を中心とした旧君津町から、昭和36年より臨海部の埋め立てにより進出した新日本製鐵およびその関連企業により地域が大きく変貌し、人口の増加により住宅地域や商業地域へと急激な発展をとげた。これに関連し生徒数は急増し、昭和43年に周西中学校を分離。その後も増加し1500名を超え、昭和62年には八重原中学校を分離。その後しばらくは人口動態に大きな変動はみられなかった。現在は生徒数の減少により560名あまりとなっている。

### 年表
- 1947年（昭和22年）5月10日 - 創立。
- 1948年（昭和23年）3月2日 - 君津町・貞元村組合立中学校として開校。
- 1954年（昭和29年）3月2日 - 君津町・貞元村組合立中学校を君津町立君津中学校と改称。
- 1956年（昭和31年）9月2日 - 校旗・校歌（白鳥省吾作詞[3]）制定。
- 1968年（昭和43年）4月1日 - 君津中学校から周西中学校分離。
- 1971年（昭和46年）9月1日 - 君津町立君津中学校を君津市立君津中学校と改称。
- 1987年（昭和62年）4月1日 - 君津中学校から八重原中学校分離。

## 学校行事
| - 4月 - 着任式、1学期始業式、入学式、色決め対面集会 - 5月 - 宿泊学習（1年）、校外学習（2年）、修学旅行（3年）、学区クリーン作戦 - 6月 - 1学期期末テスト - 7月 - 体育祭団旗授与式、1学期終業式 - 8月 - 夏季休業 - 9月 - 2学期始業式、復習確認テスト、体育祭結団式、体育祭 | - 10月 - 2学期中間テスト、合唱コンクール中間発表、合唱コンクール - 11月 - 生徒会役員選挙、生徒会認証式、2学期期末テスト - 12月 - 2学期終業式 - 1月 - 3学期始業式、復習確認テスト、新入生説明会 - 2月 - 3学期期末テスト - 3月 - 3年生を送る会 、卒業式、修了式（在校生）、辞校式 |

## 生徒会活動
| - 生徒会本部 - 生活安全専門部 - 学芸図書専門部 - 環境美化専門部 - 保健専門部 - 体育専門部 - 報道専門部 |

## 部活動

### 運動系部活動
| - 陸上競技部 - 野球部 - サッカー部 - ソフトボール部 - 男子ソフトテニス部 | - 女子ソフトテニス部 - 男子バスケットボール部 - 女子バスケットボール部 - バレーボール部 - 男子バドミントン部 | - 女子バドミントン部 - 柔道部 - 剣道部 - 卓球部 |

### 文化系部活動
| - 家庭部 - 吹奏楽部 - 合唱部 - 美術部 - 囲碁将棋部 |

## 通学区域
- 君津市
  - 杢師
  - 南子安
  - 北子安
  - 貞元
  - 郡
  - 上湯江
  - 下湯江

## 進学前小学校
1. 南子安小学校
2. 君津市立北子安小学校
3. 君津市立貞元小学校

ただし、他の小学校から進学し君津市立君津中学校へ入学する生徒も多い。

## 交通
- JR内房線君津駅より徒歩20分（1600ｍ）
- 日東交通君津中学校バス停より徒歩1分